# Hein-Peter Weyher
Hein-Peter Weyher (* 22. März 1935 in Stralsund) ist ein Vizeadmiral außer Dienst der Marine der Bundeswehr und Kommunalpolitiker. Von 1991 bis 1995 war er Inspekteur der Marine.

## Leben
Als Sohn des Konteradmirals Kurt Weyher trat Weyher im Januar 1956 mit der Crew I/56 in die Marine ein. Damit gehörte er zur ersten Gruppe ungedienter Offizieranwärter der Bundesmarine. Nach der Ausbildung fuhr er auf Schnellbooten und Zerstörern zur See. Er war unter anderem Kommandant auf dem Schnellboot Greif (1961–1964) und als Schiffsoperationsoffizier auf dem Zerstörer 2 (1964–1965). Von 1966 bis 1968 nahm er am 8. Admiralstabslehrgang an der Führungsakademie der Bundeswehr in Hamburg teil.
Vom 1. Oktober 1970 bis 30. September 1971 war Weyher als Korvettenkapitän Erster Offizier des Zerstörers Hamburg. Am 16. Dezember 1974 wurde er als Fregattenkapitän Kommandant des Zerstörers 4; er behielt diese Aufgabe bis 19. April 1976. Parallel dazu übernahm er, verbunden mit der Beförderung zum Kapitän zur See, am 3. Januar 1976 den Dienstposten des Kommandeurs des 3. Zerstörergeschwaders in Kiel, den er bis September 1977 innehatte.
Von Oktober 1978 bis März 1981 war er als Flottillenadmiral Kommandeur der Zerstörerflottille in Kiel und anschließend bis September 1982 Stabsabteilungsleiter für Rüstung im Führungsstab der Marine (Fü M VII) in Bonn. Danach wechselte er in das europäische Hauptquartier der NATO im belgischen Mons, SHAPE. Er kehrte im April 1985 im Dienstgrad eines Konteradmirals als Stellvertreter des Inspekteurs und Chef des Stabes in den Führungsstab der Marine und damit in das Bundesministerium der Verteidigung zurück. Im April 1988 wurde Hein-Peter Weyher Amtschef des Marineamts in Wilhelmshaven und am 1. Oktober 1991 als Vizeadmiral Inspekteur der Marine.
Nach seiner Pensionierung im März 1995 zog Hein-Peter Weyher nach Kiel und wurde dort kommunalpolitisch tätig. Er wurde Ratsherr der CDU, war bis 2005 zeitweise deren Fraktionsvorsitzender im Rat der Stadt Kiel und wirkte in dieser Funktion wesentlich an einem Ratsbündnis von CDU und Bündnis 90/Die Grünen mit.
Weyher ist verheiratet und hat einen Sohn.